# Nesopupa eapensis
Nesopupa eapensis је пуж из реда Stylommatophora и фамилије Pupillidae. 

## Угроженост
Подаци о распрострањености ове врсте су недовољни.

## Распрострањење
Палау је једино познато природно станиште врсте.

## Станиште
Врста Nesopupa eapensis има станиште на копну.